# Финансовая газета
«Финансовая газета» — еженедельное деловое издание, одно из старейших экономических изданий в России. Еженедельник издавался с перерывами в 1915—1941 годах и снова издаётся с 1991 года. Издание освещает вопросы финансовой отрасли России и других стран.

## История «Финансовой газеты»
На протяжении XX века газета часто меняла свою редакционную политику. Из газеты «крупных капиталистов и банков» она после октябрьского переворота 1917 года и гражданской войны стала рупором новой экономической политики советской власти. Основана в 1915 году Виктором Протопоповым в Петрограде, первый номер вышел 5 (18) августа 1915 года, до 1917 года издавалась ежедневно. После смерти Протопопова в апреле 1916 года редактором стал А. Н. Сельцер, а с октября 1916 года — владелец Илья Абельсон и главный редактор Георгий Бахмутов. После Февральской революции из-за организационных трудностей ежедневный формат был изменён на еженедельный, а затем издание было прекращено — последний номер вышел ещё до Октябрьской революции, 4 октября 1917 года.
После перерыва, связанного с революцией и гражданской войной, была возрождена в Москве в январе 1924 года как печатный орган Наркомфина СССР. Главные редакторы в этот период — Н. Г. Туманов, М. Г. Вронский. С января 1926 года выпуск был прекращён, неформальными продолжателями тематики стали «Промышленно-экономическая газета», «Экономическая газета», «Экономическая жизнь». В 1938 году возобновлено издание «Финансовой газеты», ответственный редактор — В. Г. Гульянц, с 1940 г. — Г. Д. Ксендзацкий. Последний номер «Финансовой газеты» перед перерывом в издании вышел 25 июня 1941 года, когда СССР вступил в войну против нацистской Германии. В двадцатые годы XX века в «Финансовой газете» печатались практически все видные экономисты-большевики. В тридцатые годы эпоха НЭПа сменилась плановой экономикой.
Следующий номер после полувекового перерыва появился в ноябре 1991 года перед развалом СССР, с тех пор «Финансовая газета» издаётся каждую неделю по четвергам. «Финансовая газета» является официальным изданием Министерства финансов Российской Федерации.

## Перезапуск в 2011 г
В начале 2010-х годов Министерство финансов «перезапустило» газету, отдав управление ею в руки частных структур, но сохраняя формальную связь. Издателем газеты стала «Международная медиа-группа» (International Media Group).
С ноября 2011 года «Финансовая газета» выходит в новом формате. Она строится по принципу двух тетрадей. Первая посвящена актуальным экономическим и финансовым событиям прошедшей недели в России и в мире, анализу и прогнозам дальнейшего развития. Вторая тетрадь — «Финансовая газета. Документы и комментарии» — полностью отдана официальным документам Минфина РФ, которые вступают в силу после публикации в газете, комментария их разработчиков и специалистов, а также консультациям в виде вопрос—ответ.
В 2012—2015 годах газету контролировали структуры бизнесмена Павла Врублевского, в 2015—2016 годах ей владела британская компания «New Sparta» бизнесмена Джерома Буфа, с 2016 года — компания «Финансовый результат» Анны Гончаровой.
По состоянию на 2024 год интернет-сайт газеты не работает, соцсети не обновлялись с 2022 года, подписка на газету через каталоги приостановлена. Официально о закрытии газеты не объявлялось.

## Новостной портал fingazeta.ru
Сайт газеты позиционируется как совершенно самостоятельное СМИ — новостной аналитический ресурс, обновляемый в режиме реального времени, специализируется в первую очередь на финансово-экономических проблемах, развитии мировых и российских финансовых рынков.
Пользователи портала получали так же доступ к электронной базе законодательных документов «Финансовой газеты», нормативных актов и официальных комментариев, насчитывающей порядка 40 тысяч документов. База формируется с 1994 года за счет ежедневных обновлений.